# Pétur Marteinsson
Pétur Hafliði Marteinsson (født 14. juli 1973 i Reykjavik, Island) er en islandsk tidligere fodboldspiller (forsvarer).
På klubplan tilbragte Marteinsson en stor del af sin karriere i hjemlandet, hvor han blandt andet repræsenterede Fram og KR. Han havde også ophold i Norge hos Stabæk, i Sverige hos Hammarby IF og i England hos Stoke City.
Marteinsson spillede, over en periode på 13 år, 36 kampe for Islands landshold. Han debuterede for holdet 31. august 1993 i en venskabskamp mod USA, og spillede sin sidste landskamp 4. juni 2005 i en VM-kvalifikationskamp mod Ungarn.